# دورا راسل
كانت دورا، الكونتيسة راسل، (الاسم عند الولادة: بلاك) (3 أبريل 1894-31 مايو 1986) مؤلفة بريطانية، وناشطة نسوية واشتراكية، والزوجة الثانية للفيلسوف بيرتراند راسل. كانت ناشطة راسل في مجالي منع الحمل والسلام. عملت في صحيفة «بريتيش آلّاي » (الحليف البريطاني) التي تمولها الحكومة البريطانية في موسكو، وقادت في عام 1958 «قافلة السلام النسائية» عبر أوروبا خلال الحرب الباردة.

## العلاقة مع بيرتراند راسل
انتقلت دورا بلاك إلى لندن بحلول خريف عام 1915 وبدأت دراساتها العليا في الفكر الفرنسي في القرن الثامن عشر في كلية لندن الجامعية. قابلت بيرتراند راسل لأول مرة في عام 1916 عندما انضمت إليه في جولة سيرًا على الأقدام في عطلة نهاية الأسبوع. لم يدخلا في علاقة قبل عام 1919، وذلك عندما دعاها راسل للانضمام إليه خلال إجازته الصيفية. دعمت بلاك راسل في حملته ضد التجنيد العسكري الإجباري في الحرب العالمية الأولى.
زار الاثنان الجمهورية الروسية السوفيتية في عام 1920، بعد الثورة البلشفية بوقت قصير. لم يتأثر راسل بفلاديمير لينين، ولكن بلاك واردتها رؤية لحضارة مستقبلية مثالية مثل العديد من الاشتراكيين الإنجليز في ذلك الوقت. زار الزوجان الصين أيضًا.

### الزواج من بيرتراند راسل
تزوج بيرتراند ودورا في 25 سبتمبر عام 1921 في باترسي تاون هول، وأخذ كل من إيلين باور وفرانك راسل دور الشهود. ارتدت دورا، التي كانت حاملا في شهرها السابع بابنهما جون، اللون الأسود خلال الحفل. وُلِد طفلهما الثاني، كيت، في عام 1923.
رفضت بلاك في البداية عرض راسل للزواج، وشعرت أن القوانين المنظمة للزواج ساهمت في إخضاع المرأة على غرار بعض النساء الراديكاليات من جيلها. تمثل رأيها بأن يلتزم الوالدان فقط بعقد اجتماعي، وأن تعاونهما مطلوب فقط لتربية أطفالهما. اقتنعت ضمنيًا أن كلا من الرجال والنساء يميلون إلى تعدد الأزواج والزيجات بطبيعتهم، وبالتالي يجب أن يكونوا أحرارًا، سواء أكانوا متزوجين أم لا، في الانخراط في علاقات جنسية مبنية على الحب المتبادل. كانت راسل رائدة مبكرة في مجال الجنس بقدر ما كانت في كفاحها من أجل حق المرأة في الحصول على معلومات حول وسائل تحديد النسل والوصول إليها بحرية. اعتبرت هذه الأمور ضرورية للمرأة للسيطرة على حياتها، وفي النهاية تصبح متحررة بالكامل. كان زوجها مؤيدًا للآراء المتطرفة، لكنها قالت إنه كان من المتوقع منها أن تكون المسؤولة عن كل شيء.
نشرت كتابها عن عدم كفاية تعليم المرأة وعدم المساواة بعنوان هيباتيا أو المرأة والمعرفة في عام 1925. تشرح مقدمة كتابها سبب اختيارها العنوان، فذكرت «كانت هيباتيا محاضرة جامعية استنكرها كبار رجال الكنيسة ومزقها المسيحيون إلى أشلاء. ربما ستشترك هيباتيا مع الكتاب في مصير مشترك».
أصبحت راسل كونتيسة في 3 مارس عام 1931، وذلك عندما توفي فرانك، الأخ الأكبر لبيرتراند راسل، وأصبح زوجها إيرل راسل الثالث. تركها بيرتراند للزواج بمربية طفلتهما باتريشيا سبينس. أشارت لاحقًا إلى أن زوجها استخدم كل امتيازاته لتحقيق ما يريده أثناء الطلاق.
تزوج بيرتراند من باتريشيا سبينس في يناير عام 1936. تزوجت دورا بعدها من الصحفي غريفين باري وأنجبا طفلان.

## الحرب العالمية الثانية
انتقلت خلال الحرب إلى لندن حيث عملت في وزارة الإعلام في قسمها المرجعي الذي كان يقع في مبنى جامعة لندن بالقرب من المتحف البريطاني. كتبت هناك تقارير لطلبها في مواضيع مختلفة. انضمت من هناك إلى المجموعة التي وظفتها الحكومة البريطانية لإنشاء صحيفة «بريتيش ألّاي: بريتانسكي سويوزنيك» التي نُشرت لمدة ست سنوات في موسكو عبر السفارة البريطانية. عكست الصحيفة صحيفة سوفيتية نُشرت في لندن وكلاهما بدأ بسبب معاهدة عام 1942. تجسد هدف الصحيفة في تقديم تفاصيل عن المجهود الحربي البريطاني، ووُضِّحت جيدًا واستُقبِلت بشكل جيد في روسيا.

## قافلة السلام النسائية
تشكلت حملة نزع السلاح النووي في عام 1957. انطلقت راسل من إدنبرة في 20 مايو عام 1958 مع 15 امرأة أخرى في ما أصبح يعرف باسم «قافلة السلام النسائية». انطلقت القافلة الآلية إلى موسكو لإقامة روابط مع نساء أخريات في جميع أنحاء أوروبا.

## الموت
توفيت راسل في برثكورنو، كورنوال في 31 مايو عام 1986 عن عمر يناهز 92 عامًا.